# Мазраган
Мазраган (узб. Mazragan / Мазраган) — посёлок городского типа, расположенный на территории Гиждуванского района Бухарской области Республики Узбекистан.
Статус посёлка городского типа с 2009 года.